# Daniel R. Crissinger
Daniel Richard Crissinger, född 10 december 1860 i Tully Township i Ohio, död 12 juli 1942 i Marion i Ohio, var en amerikansk advokat, åklagare, jurist, bankir och statstjänsteman.
Han avlade juristexamen vid Buchtel College (University of Akron). Efter det arbetade han som advokat, åklagare och stadsjurist i Marion, Ohio. Crissinger blev senare chefsjurist för verkstadsföretaget Marion Power Shovel Company och verksamhetsansvarig för banken City National Bank of Marion. Efter det blev han utsedd till att vara Comptroller of the Currency vid USA:s finansdepartement och hade ansvar för reglerande av nationella banker, spar- och låneföreningar samt amerikanska verksamheter för utländska banker. År 1921 fick Crissinger en anställning hos USA:s centralbankssystem Federal Reserve System medan den 1 maj 1923 utsågs han till att vara centralbankschef för centralbankssystemet. Han var på den positionen fram tills den 15 september 1927.
Den 12 juli 1942 avled Crissinger vid 81 år gammal.